# Agostino Gallo
Agostino Gallo (Cadignano, 1499 — Bréscia, 1570) foi um agrônomo italiano.

## Óbras
- Dieci giornate della vera agricoltura, 1550